# Ernst Doerstling
Ernst Hugo Doerstling (* 27. August 1855 in Altenburg; † 4. Mai 1939 in Berlin) war ein sächsischer Generalmajor.

## Leben
Ernst Doerstling trat 1871 in den Kadettenkorps der sächsischen Armee ein und wurde nach langjähriger Erziehung 1874 als Leutnant dem Infanterie-Regiment „Kronprinz“ (5. Königlich Sächsisches) Nr. 104 unter dessen Regimentskommandeur Oberst Kurt Haubold von Einsiedel zugewiesen. Er durchlief in dem Regiment zunächst eine gewöhnliche militärische Laufbahn und stieg 1881 zum Oberleutnant sowie am 1. April 1887 zum Hauptmann und Kompaniechef der 1. Kompanie auf. Doerstling war die nächsten Jahre in dieser Eigenschaft verwendet und wurde die nächsten Jahre auch bei der Korps-Intendantur verwendet, wo er am 17. September 1895 zum Major ohne Patent aufstieg. Das Patent zu dem Dienstgrad wurde ihm am 24. März 1896 verliehen. 1899 kehrte er in den Truppendienst zurück und wurde zum Bataillonskommandeur beim Infanterie-Regiment „König Georg“ (7. Königlich Sächsisches) Nr. 106 ernannt. Er wurde am 19. Juni 1900 zum Oberstleutnant befördert und als etatsmäßiger Stabsoffizier zum 4. Infanterie-Regiment Nr. 103 in Bautzen abkommandiert und nach mehreren Jahren in dieser Position am 19. Mai 1903 zum Oberst befördert und zum Regimentskommandeur des 14. Infanterie-Regiment Nr. 179 ernannt. Unter Genehmigung seines Abschiedsgesuches wurde er 1904 zur Disposition gestellt und der Landwehr überführt. Dort diente er als Kommandeur des Landwehr-Bezirkskommandos Chemnitz und wurde bei Ausscheiden aus dem Dienst im Jahr 1909 noch mit dem Charakter eines Generalmajors ausgezeichnet.
Ein Sohn, Ernst Lothar Doerstling, starb 1918 als Leutnant bei einer Eisenbahnbau-Kompanie.